# Emma Gad
Emma Gad, född Halkier den 21 januari 1852 i Köpenhamn, död där den 8 januari 1921, var en dansk författarinna. Hon var gift med konteramiral Urban Gad och mor till regissören Urban Gad.
Emma Gad var grosshandlardotter och gifte sig 1872. Hon skrev från 1886 en rad teaterpjäser, av vilka flera gjorde mycken lycka genom sitt dramatiska liv och en kvick dialog. Hennes stycken framställer raskt skildrade scener ur den köpenhamnska medelklassens liv, aktuella förhållanden och typer, utan att göra anspråk på att tränga djupare ned i karaktärsskildring eller skärpa satiren till allvarlig tendens. 
De mest kända är Et Stridspunkt (1888), Fælles Sag (1889; svensk översättning "En för bägge och bägge för en", samma år), En Advarsel (1890; "En varning", 1891), Et Sølvbryllup (1890; "Silverbröllopet", 1893), Tro som Guld (1893; "Trogen som guld", 1894), Rørt Vande (1895), Aabent Visir (1898) och Den mystiske Arv (1906). Hon skrev 1911 lustspelet Barnets Ret och 1918 Takt og Tone, en handbok i sällskapligt umgänge. Det är genom etikettsboken hon alltjämt är ihågkommen.
Emma Gad var vice ordförande för presidiet för Kvindernes Udstilling 1895.